# Championnat de Russie de football 2006
Navigation
Saison précédente Saison suivante
La saison 2006 de Premier-Liga est la quinzième édition de la première division russe.
Lors de cette saison, le CSKA Moscou a conservé son titre de champion de Russie face aux quinze meilleurs clubs russes lors d'une série de matchs se déroulant sur toute l'année.
Chacun des seize clubs participant au championnat a été confronté à deux reprises aux quinze autres.
Quatre places étaient qualificatives pour les compétitions européennes, la cinquième place étant celles du vainqueur de la Coupe de Russie 2006-2007.
Le CSKA Moscou a été sacré champion de Russie pour la troisième fois.

## Clubs participants
CSKA Moscou
Dynamo Moscou
Lokomotiv Moscou
FK Moscou
Spartak Moscou
Torpedo Moscou
Légende des couleurs
- Troisième tour de qualification de la Ligue des champions 2006-2007
- Deuxième tour de qualification de la Ligue des champions 2006-2007
- Premier tour de la Coupe UEFA 2006-2007
- Deuxième tour de qualification de la Coupe UEFA 2006-2007
- Deuxième tour de la Coupe Intertoto 2006
- Promu de deuxième division

| Club                     | Présent depuis | Classement 2005 | Entraîneur                         | Stade                  | Capacité théorique |
| ------------------------ | -------------- | --------------- | ---------------------------------- | ---------------------- | ------------------ |
| CSKA Moscou              | 1992           | 1               | Valeri Gazzaev                     | Stade Loujniki         | 84 745             |
| Spartak Moscou           | 1992           | 2               | Vladimir Fedotov                   | Stade Loujniki         | 84 745             |
| Lokomotiv Moscou         | 1992           | 3               | Oleg Dolmatov                      | Stade Lokomotiv        | 28 800             |
| Rubin Kazan              | 2003           | 4               | Kurban Berdyev                     | Stade central          | 10 000             |
| FK Moscou                | 2001           | 5               | Leonid Sloutski                    | Stade Eduard Streltsov | 13 200             |
| Zénith Saint-Pétersbourg | 1996           | 6               | Dick Advocaat                      | Stade Petrovski        | 22 000             |
| Torpedo Moscou           | 1992           | 7               | Aleksandr Gostenine (en) (intérim) | Stade Eduard Streltsov | 13 200             |
| Dynamo Moscou            | 1992           | 8               | Andreï Kobelev                     | Stade Dynamo           | 36 540             |
| Chinnik Iaroslavl        | 2002           | 9               | Boris Gavrilov (intérim)           | Stade Chinnik          | 22 990             |
| Tom Tomsk                | 2005           | 10              | Valeri Petrakov                    | Stade Troud            | 10 000             |
| Saturn Ramenskoïe        | 1999           | 11              | Vladimír Weiss                     | Stade Saturn           | 14 685             |
| Amkar Perm               | 2004           | 12              | Rashid Rahimov                     | Stade Zvezda           | 17 000             |
| FK Rostov                | 1995           | 13              | Sergueï Balakhnine (en)            | Olimp-21 vek           | 15 840             |
| Krylia Sovetov Samara    | 1992           | 14              | Gadji Gadjiev                      | Stade Metallourg       | 33 220             |
| Luch-Energia Vladivostok | 2006           | 1 (D2)          | Sergueï Pavlov                     | Stade Dinamo           | 10 200             |
| Spartak Naltchik         | 2006           | 2 (D2)          | Iouri Krasnojan                    | Stade Spartak          | 14 149             |

### Changements d'entraîneur
| Club                     | Entraîneur partant                | Date de départ | Entraîneur arrivant                | Date d'arrivée |
| ------------------------ | --------------------------------- | -------------- | ---------------------------------- | -------------- |
| Spartak Moscou           | Aleksandrs Starkovs               | avril 2006     | Vladimir Fedotov                   | avril 2006     |
| Zénith Saint-Pétersbourg | Vlastimil Petržela                | mai 2006       | Vladimír Borovička (en) (intérim)  | mai 2006       |
| Zénith Saint-Pétersbourg | Vladimír Borovička (en) (intérim) | juillet 2006   | Dick Advocaat                      | juillet 2006   |
| Amkar Perm               | Sergueï Oborine                   | août 2006      | Rashid Rahimov                     | septembre 2006 |
| Chinnik Iaroslavl        | Oleg Dolmatov                     | août 2006      | Boris Gavrilov (intérim)           | août 2006      |
| Dynamo Moscou            | Iouri Siomine                     | août 2006      | Andreï Kobelev                     | août 2006      |
| Torpedo Moscou           | Sergueï Petrenko                  | septembre 2006 | Aleksandr Gostenine (en) (intérim) | septembre 2006 |
| Lokomotiv Moscou         | Slavoljub Muslin                  | octobre 2006   | Oleg Dolmatov                      | octobre 2006   |

## Compétition

### Qualifications en coupes d'Europe
À l'issue de la saison, le champion s'est qualifié pour la phase de groupes de la Ligue des champions 2007-2008, le deuxième s'est quant à lui qualifié pour le troisième tour préliminaire de cette même Ligue des champions.
Alors que le vainqueur de la Coupe de Russie 2006-2007 a pris la première des deux places en Coupe UEFA 2007-2008, l'autre place est revenue au quatrième du championnat. Il est à noter cependant que la première place était directement qualificative pour le premier tour de la compétition alors que la suivante n'était qualificative que pour le deuxième tour de qualification.
Enfin, le cinquième du championnat a pris la place en Coupe Intertoto 2007. Cette place était qualificative pour le deuxième tour de la compétition.

### Classement
Le classement est établi sur le barème classique de points (victoire à 3 points, match nul à 1, défaite à 0).
Pour départager les équipes à égalité de points, on tient d'abord compte des confrontations directes, puis si la qualification ou la relégation est en jeu, les deux équipes jouent une rencontre d'appui sur terrain neutre.
| Rang | Équipe                     | Pts | J  | G  | N  | P  | Bp | Bc | Diff |
| ---- | -------------------------- | --- | -- | -- | -- | -- | -- | -- | ---- |
| 1    | CSKA Moscou T S            | 58  | 30 | 17 | 7  | 6  | 47 | 28 | +19  |
| 2    | Spartak Moscou             | 58  | 30 | 15 | 13 | 2  | 60 | 36 | +24  |
| 3    | Lokomotiv Moscou C         | 53  | 30 | 15 | 8  | 7  | 47 | 34 | +13  |
| 4    | Zénith Saint-Pétersbourg   | 50  | 30 | 13 | 11 | 6  | 42 | 30 | +12  |
| 5    | Rubin Kazan                | 46  | 30 | 13 | 7  | 10 | 43 | 37 | +6   |
| 6    | FK Moscou                  | 43  | 30 | 10 | 13 | 7  | 41 | 37 | +4   |
| 7    | Luch-Energia Vladivostok P | 41  | 30 | 12 | 5  | 13 | 37 | 39 | -2   |
| 8    | Tom Tomsk                  | 41  | 30 | 11 | 8  | 11 | 35 | 33 | +2   |
| 9    | Spartak Naltchik P         | 41  | 30 | 11 | 8  | 11 | 33 | 32 | +1   |
| 10   | Krylia Sovetov Samara      | 38  | 30 | 10 | 8  | 12 | 37 | 35 | +2   |
| 11   | Saturn Ramenskoïe          | 37  | 30 | 7  | 16 | 7  | 29 | 24 | +5   |
| 12   | FK Rostov                  | 36  | 30 | 10 | 6  | 14 | 42 | 48 | -6   |
| 13   | Amkar Perm                 | 35  | 30 | 8  | 11 | 11 | 22 | 36 | -14  |
| 14   | Dynamo Moscou              | 34  | 30 | 8  | 10 | 12 | 31 | 40 | -9   |
| 15   | Torpedo Moscou             | 22  | 30 | 3  | 13 | 14 | 22 | 40 | -18  |
| 16   | Chinnik Iaroslavl          | 11  | 30 | 1  | 8  | 21 | 17 | 56 | -39  |

| Légende : Qualifications et relégations | Légende : Qualifications et relégations                                                                                             |
| --------------------------------------- | --- |
|                                         | Ligue des champions 2007-2008 (Phase de groupes)                                                                                    |
|                                         | Ligue des champions 2007-2008 (3e tour préliminaire)                                                                                |
|                                         | Coupe UEFA 2007-2008 (1er tour) |
|                                         | Coupe UEFA 2007-2008 (2e tour de qualification)                                                                                     |
|                                         | Coupe Intertoto 2007 (2e tour) |
|                                         | Relégation en deuxième division |
|                                         | T : Tenant du titre 2005 P : Promu 2005 C : Vainqueur de la Coupe de Russie 2006-2007 S : Vainqueur de la Supercoupe de Russie 2006 |

### Matchs
| Résultats (▼dom., ►ext.)                                   | Amk | CSK | DyM | Kry | LoM | Luc | FKM | Ros | Rub | Sat | Chi | SpM | SpN | Tom | ToM | Zén |
| Amkar Perm                                                 |     | 0-0 | 3-2 | 1-0 | 1-3 | 0-0 | 2-2 | 1-0 | 0-0 | 1-0 | 1-0 | 1-3 | 1-0 | 0-0 | 1-0 | 1-3 |
| CSKA Moscou                                                | 2-0 |     | 1-2 | 1-1 | 1-2 | 2-1 | 2-1 | 1-2 | 2-1 | 1-0 | 5-1 | 2-2 | 2-1 | 2-0 | 2-0 | 1-0 |
| Dynamo Moscou                                              | 0-0 | 2-3 |     | 1-1 | 2-0 | 2-1 | 1-1 | 0-1 | 2-2 | 1-1 | 1-1 | 0-0 | 1-0 | 2-1 | 2-1 | 2-2 |
| Krylia Sovetov Samara                                      | 6-1 | 2-0 | 1-0 |     | 1-2 | 2-1 | 0-4 | 1-0 | 0-0 | 0-0 | 2-0 | 0-1 | 1-2 | 2-1 | 2-0 | 3-2 |
| Lokomotiv Moscou                                           | 0-0 | 3-2 | 2-0 | 0-1 |     | 3-0 | 0-1 | 1-0 | 4-4 | 0-0 | 1-0 | 0-0 | 2-3 | 1-1 | 0-0 | 3-1 |
| Luch-Energia Vladivostok                                   | 3-1 | 0-4 | 3-1 | 3-2 | 1-1 |     | 1-1 | 4-2 | 2-1 | 2-0 | 1-0 | 1-0 | 1-0 | 2-1 | 2-0 | 0-2 |
| FK Moscou                                                  | 1-0 | 0-1 | 1-1 | 1-0 | 0-1 | 2-1 |     | 4-0 | 0-5 | 2-1 | 4-1 | 3-3 | 1-1 | 0-0 | 1-1 | 0-0 |
| FK Rostov                                                  | 1-1 | 1-2 | 2-1 | 2-2 | 1-2 | 1-0 | 4-0 |     | 2-1 | 0-2 | 0-0 | 3-4 | 2-1 | 2-1 | 1-1 | 1-3 |
| Rubin Kazan                                                | 1-0 | 1-0 | 0-1 | 2-1 | 2-4 | 1-0 | 2-0 | 2-1 |     | 0-3 | 0-0 | 2-0 | 0-0 | 2-0 | 1-1 | 3-0 |
| Saturn Ramenskoïe                                          | 0-0 | 2-2 | 3-0 | 1-1 | 1-1 | 1-0 | 1-1 | 0-0 | 1-2 |     | 3-0 | 1-1 | 1-4 | 2-1 | 0-0 | 0-0 |
| Chinnik Iaroslavl                                          | 0-0 | 0-1 | 1-2 | 1-0 | 1-3 | 1-3 | 1-2 | 1-6 | 1-5 | 0-0 |     | 1-1 | 0-1 | 0-1 | 1-1 | 1-2 |
| Spartak Moscou                                             | 4-1 | 1-1 | 3-2 | 3-2 | 2-1 | 1-1 | 3-3 | 5-2 | 3-0 | 1-1 | 3-1 |     | 1-0 | 3-1 | 2-0 | 1-0 |
| Spartak Naltchik                                           | 2-1 | 0-1 | 1-0 | 1-1 | 0-1 | 0-0 | 2-2 | 3-1 | 3-1 | 2-0 | 2-1 | 2-2 |     | 1-0 | 0-0 | 1-1 |
| Tom Tomsk                                                  | 1-3 | 0-1 | 1-0 | 2-1 | 3-1 | 2-1 | 1-0 | 3-1 | 4-0 | 0-0 | 3-1 | 2-2 | 1-0 |     | 0-0 | 2-2 |
| Torpedo Moscou                                             | 0-0 | 2-2 | 3-0 | 1-1 | 1-4 | 2-1 | 0-2 | 0-2 | 1-2 | 0-3 | 1-1 | 1-1 | 2-0 | 1-2 |     | 1-2 |
| Zénith Saint-Pétersbourg                                   | 2-0 | 0-0 | 0-0 | 1-0 | 4-1 | 3-1 | 1-1 | 1-1 | 1-0 | 1-1 | 1-0 | 1-4 | 4-0 | 0-0 | 2-1 |     |
| - Victoire à domicile - Match nul - Victoire à l'extérieur |     |     |     |     |     |     |     |     |     |     |     |     |     |     |     |     |

## Statistiques
| Rang | Joueur               | Club             | Buts |
| ---- | -------------------- | ---------------- | ---- |
| 1    | Roman Pavlioutchenko | Spartak Moscou   | 18   |
| 2    | Jô                   | CSKA Moscou      | 14   |
| 3    | Alejandro Domínguez  | Rubin Kazan      | 13   |
| 3    | Dmitri Loskov        | Lokomotiv Moscou | 13   |
| 3    | Pavel Pogrebniak     | Tom Tomsk        | 13   |
| 6    | Dmitri Kiritchenko   | FK Moscou        | 12   |
| 6    | Mikhaïl Osinov (en)  | FK Rostov        | 12   |
| 8    | Vágner Love          | CSKA Moscou      | 9    |
| 8    | Ivica Olić           | CSKA Moscou      | 9    |

| Rang | Joueur              | Club                     | Passes |
| ---- | ------------------- | ------------------------ | ------ |
| 1    | Dmitri Loskov       | Lokomotiv Moscou         | 14     |
| 2    | Andreï Archavine    | Zénith Saint-Pétersbourg | 10     |
| 3    | Daniel Carvalho     | CSKA Moscou              | 8      |
| 4    | Egor Titov          | Spartak Moscou           | 7      |
| 5    | Alejandro Domínguez | Rubin Kazan              | 6      |
| 5    | Iouri Jirkov        | CSKA Moscou              | 6      |

## Les 33 meilleurs joueurs de la saison
À l'issue de la saison, la fédération russe de football désigne les 33 meilleurs joueurs du championnat (ru).
Gardien
1. Igor Akinfeïev (CSKA Moscou)
2. Viatcheslav Malafeïev (Zénith Saint-Pétersbourg)
3. Antonín Kinský (Saturn Ramenskoïe)

Arrière droit
1. Vassili Bérézoutski (CSKA Moscou)
2. Aleksandr Anioukov (Zénith Saint-Pétersbourg)
3. Roman Chichkine (Spartak Moscou)

Défenseur central droit
1. Sergueï Ignachevitch (CSKA Moscou)
2. Martin Jiránek (Spartak Moscou)
3. Erik Hagen (Zénith Saint-Pétersbourg)

Défenseur central gauche
1. Denis Kolodine (Dynamo Moscou)
2. Deividas Šemberas (CSKA Moscou)
3. Martin Škrtel (Zénith Saint-Pétersbourg)

Arrière gauche
1. Alexeï Bérézoutski (CSKA Moscou)
2. Oleg Kouzmine (Zénith Saint-Pétersbourg)
3. Calisto (en) (Rubin Kazan)

Milieu défensif
1. Elvir Rahimić (CSKA Moscou)
2. Ievgueni Aldonine (CSKA Moscou)
3. Mozart (Spartak Moscou)

Milieu droit
1. Vladimir Bystrov (Spartak Moscou)
2. Miloš Krasić (CSKA Moscou)
3. Valeri Klimov (en) (Tom Tomsk)

Milieu central
1. Dmitri Loskov (Lokomotiv Moscou)
2. Egor Titov (Spartak Moscou)
3. Daniel Carvalho (CSKA Moscou)

Milieu gauche
1. Iouri Jirkov (CSKA Moscou)
2. Diniar Bilialetdinov (Lokomotiv Moscou)
3. Sergueï Gurenko (Lokomotiv Moscou)

Attaquant droit
1. Andreï Archavine (Zénith Saint-Pétersbourg)
2. Pavel Pogrebniak (Tom Tomsk)
3. Jô (CSKA Moscou)

Attaquant gauche
1. Roman Pavlioutchenko (Spartak Moscou)
2. Alejandro Domínguez (Rubin Kazan)
3. Vágner Love (CSKA Moscou)

## Bilan de la saison
| Championnat de Russie de football 2006    |                          |
| Champion                                  | CSKA Moscou (3e titre)   |
| Coupes et trophées                        |                          |
| Vainqueur de la Coupe de Russie 2006-2007 | Lokomotiv Moscou         |
| Vainqueur de la Supercoupe de Russie 2006 | CSKA Moscou              |
| Qualifications continentales              |                          |
| Ligue des champions 2007-2008             | CSKA Moscou              |
| Ligue des champions 2007-2008             | Spartak Moscou           |
| Coupe UEFA 2007-2008                      | Lokomotiv Moscou         |
| Coupe UEFA 2007-2008                      | Zénith Saint-Pétersbourg |
| Coupe Intertoto 2007                      | Rubin Kazan              |
| Promotions et relégations                 |                          |
| Promus en première division               | FK Khimki                |
| Promus en première division               | Kouban Krasnodar         |
| Relégués en deuxième division             | Chinnik Iaroslavl        |
| Relégués en deuxième division             | Torpedo Moscou           |